# Hoàng Anh Công
Hoàng Anh Công (sinh ngày 28 tháng 3 năm 1971) là chính trị gia nước Cộng hòa xã hội chủ nghĩa Việt Nam. Ông hiện là Phó Trưởng Ban Dân nguyện thuộc Ủy ban Thường vụ Quốc hội, Phó Chủ tịch Nhóm Nghị sĩ hữu nghị Việt Nam – Đức, Đại biểu Quốc hội khóa XV từ Thái Nguyên.
Hoàng Anh Công là đảng viên Đảng Cộng sản Việt Nam, học vị Cử nhân Hành chính công, Cử nhân Luật học, Thạc sĩ Luật học, Cao cấp lý luận chính trị. Ông có xuất phát điểm từ ngành hải quan rồi chuyển sang công tác ở các cơ quan của Quốc hội.

## Xuất thân và giáo dục
Hoàng Anh Công sinh ngày 28 tháng 3 năm 1971 tại xã Hưng Nhân, nay là thị trấn thuộc huyện Hưng Hà, tỉnh Thái Bình. Ông lớn lên và tốt nghiệp 12/12 ở Hưng Hà, theo học đại học ở thủ đô và có song bằng bằng cử nhân gồm cử nhân chuyên ngành hành chính công và cử nhân luật học, đồng thời là Thạc sĩ Luật học. Ông được kết nạp Đảng Cộng sản Việt Nam vào ngày 25 tháng 5 năm 2000, là đảng viên chính thức sau đó 1 năm, từng tham gia khóa học chính trị và có trình độ Cao cấp lý luận chính trị tại Học viện Chính trị Quốc gia Hồ Chí Minh. Hiện ông cư trú tại phường Thanh Xuân Trung, quận Thanh Xuân, thành phố Hà Nội.

## Sự nghiệp
Tháng 11 năm 1995, sau khi hoàn thành việc học đại học, cao học, Hoàng Anh Công được tuyển dụng vào Tổng cục Hải quan của Bộ Tài chính, là Kiểm tra viên Hải quan. Trong giai đoạn 1995–2002, ông công tác ở Vụ Pháp chế của Tổng cục Hải quan, đến đầu tháng 1 năm 2003 thì ông được nâng ngạch là Kiểm tra viên trung cấp Hải quan, được điều sang Viện Nghiên cứu Hải quan của Tổng cục Hải quan, giữ chức Phó Trưởng phòng phụ trách phòng thuộc viện. Sang cuối năm 2004, ông rời Bộ Tài chính, được điều tới Văn phòng Quốc hội, công tác ở vị trí Chuyên viên Vụ Công tác lập pháp. Tháng 1 năm 2008, ông là Chuyên viên Vụ Tài chính–Ngân sách của Văn phòng Quốc hội, được nâng ngạch chuyên viên chính trong năm này. Suốt giai đoạn 2008–20, ông công tác ở cơ quan này, tiếp tục được nâng ngạch là chuyên viên cao cấp, thăng hàm Phó Vụ trưởng Vụ Dân nguyện, rồi chính thức là Phó Vụ trưởng Vụ Dân nguyện, thăng chức Vụ trưởng Vụ Dân nguyện của Văn phòng Quốc hội. Trong những năm này, ông là Ủy viên Ủy ban Kiểm tra Đảng ủy cơ quan Văn phòng Quốc hội, Ủy viên Ban Chấp hành Công đoàn Văn phòng Quốc hội, Bí thư Chi bộ Dân nguyện.
Ngày 14 tháng 2 năm 2020, Hoàng Anh Công được bổ nhiệm làm Bí thư Chi bộ Dân nguyện, Phó Trưởng Ban Dân nguyện thuộc Ủy ban Thường vụ Quốc hội khóa XIV, đồng thời là Ủy viên Ban Chấp hành Đảng ủy cơ quan, Phó Chủ nhiệm Ủy ban Kiểm tra Đảng ủy Văn phòng Quốc hội. Đầu năm 2021, ông ứng cử Đại biểu Quốc hội ở đơn vị bầu cử số 3 của tỉnh Thái Nguyên gồm thành phố Sông Công, thị xã Phổ Yên và huyện Phú Bình, trúng cử là Đại biểu Quốc hội khóa XV với tỷ lệ 77,90%. Tại Quốc hội khóa XV, ông cũng là Ủy viên Ủy ban Quốc phòng và An ninh của Quốc hội, và là Phó Chủ tịch Nhóm Nghị sĩ hữu nghị Việt Nam – Đức.